# Tetrabutylammoniumhexafluorophosphat
Tetrabutylammoniumhexafluorophosphat (NBu4PF6) ist eine quartäre Ammoniumverbindung, die als Leitsalz in der Elektrochemie verwendet wird. Das Salz ist sehr gut löslich in polaren Lösungsmitteln (wie Aceton oder Acetonitril), daher wird es in der nicht-wässrigen Elektrochemie als Elektrolyt eingesetzt.